# Марко Чекинато
Марко Чекинато (итал. Marco Cecchinato, Палермо, Италија, 30. септембар 1992) италијански је тенисер, професионалну каријеру је започео 2010. године. Највиши ранг му је било 16. место које је достигао 25. фебруара 2019.

## Каријера

### 2013 – 2017
У мају 2013. године, Чекинато се квалификовао за главни жреб на АТП турниру у Ници, изгубио је у првом колу од сународника Фабија Фоњинија.
У јулу 2014, квалификовао се за турнир у Умагу, играо је са шестим носиоцем сународником Андреасом Сепијем. Изгубио је у првом колу, али је успео да узме један сет Сепију.
Чекинато је дебитовао на гренд слему 2015. године на УС Опену.
Дана 20. јула 2016. године, суспендован је на 18 месеци (до јануара 2018. године) и кажњен новчано са 40.000 евра од стране италијанске тениске федерације због незаконитог понашања, наводног намештања мечева и клађења. Успешно се жалио против те одлуке.
Играо је своје прво АТП четвртфинале у Букурешту 2016. године.

### Први АТП трофеји и полуфинале Ролан Гароса
Освојио је своју прву АТП титулу у Будимпешти 2018. године, где је играо као лаки лузер, прво је изгубио у квалификационом такмичењу и тако је постао девети играч икада који је освојио АТП турнир као срећни губитник.
На Отвореном првенству у Француској 2018. године долази као 72. играч света, први меч је добио против Маријуса Копила. У другом колу поразио је срећног губитника Марка Трунхелита. У трећем колу, победио је десетог носиоца Пабла Карења Бусту. У четвртом колу, победио је осмог носиоца Белгијанца Давида Гофана у четири сета. Након тога у четвртфиналу је победио шампиона Ролан Гароса из 2016. године Новака Ђоковића у четири сета (13:11 у тајбрејку финалног сета). Своје прво гренд слем полуфинале завршио је поразом од Доминика Тима. На АТП листи се попео на 27. место на свету и то му је омогућило да се први пут у својој каријери појави као носилац на Вимблдону.
Упркос његовом првом успеху на гренд слему, изгубио је затим у првом колу Вимблдона у 4 сета против младог аустралијског тенисера Алекса де Минора. Међутим, касније у јулу, Чекинато је освојио своју другу АТП титулу у каријери на Отвореном првенству Хрватске, победивши Гвида Пељу у финалу. Као резултат тога, постигао је најбољи пласман у каријери на листи 22. место.

## АТП финала

### Појединачно: 5 (3:2)
| Легенда                        |
| ------------------------------ |
| Гренд слем турнири (0:0)       |
| Завршно првенство сезоне (0:0) |
| АТП мастерс 1000 (0:0)         |
| АТП 500 (0:0)                  |
| АТП 250 (3:2)                  |

| Финала по подлози |
| ----------------- |
| Тврда (0:0)       |
| Шљака (3:2)       |
| Трава (0:0)       |

| Финала по локацији |
| ------------------ |
| Отворено (3:2)     |
| Дворана (0:0)      |

| Исход     | Бр. | Датум             | Турнир                  | Подлога | Противник        | Резултат      |
| --------- | --- | ----------------- | ----------------------- | ------- | ---------------- | ------------- |
| Победник  | 1.  | 29. април 2018.   | Будимпешта, Мађарска    | Шљака   | Џон Милман       | 7:5, 6:4      |
| Победник  | 2.  | 22. јул 2018.     | Умаг, Хрватска          | Шљака   | Гвидо Пеља       | 6:2, 7:6(7:4) |
| Победник  | 3.  | 17. фебруар 2019. | Буенос Ајрес, Аргентина | Шљака   | Дијего Шварцман  | 6:1, 6:2      |
| Финалиста | 1.  | 18. октобар 2020. | Пула, Италија           | Шљака   | Ласло Ђере       | 6:7(3:7), 5:7 |
| Финалиста | 2.  | 29. мај 2021.     | Парма, Италија          | Шљака   | Себастијан Корда | 2:6, 4:6      |